# سرجو باتیستینی
سرجو باتیستینی (به ایتالیایی: Sergio Battistini) بازیکن فوتبال و اهل ایتالیا است 

## تیم ملی
از سال ۱۹۸۴ میلادی عضو تیم ملی فوتبال ایتالیا بوده و در ۴ بازی ملی حضور داشته‌است. او در بازی‌های ملی‌اش ۱ گل به ثمر رساند. سرجو باتیستینی آخرین بازی ملی خود را در سال ۱۹۸۴ میلادی انجام داد.